# Rutina Wesley
Rutina Wesley (sinh ngày 1 tháng 2 năm 1979) là một nữ diễn viên người Mỹ.. Cô được biết đến nhiều nhất với vai Tara Thornton trong loạt phim truyền hình True Blood (Thuần Huyết) của HBO và vai Nova Bordelon trong loạt phim truyền hình Queen Sugar của OWN.

## Sự nghiệp
Tháng 12 năm 2006, Rutina Wesley tham gia vở kịch The Vertical Hour của David Hare trên sân khấu Broadway. Năm 2007, Wesley xuất hiện trong vở In Darfur của nhà soạn kịch Winter Miller.
Rutina Wesley có một vai nhỏ trong phim điện ảnh Hitch năm 2005, nhưng cuối cùng đã bị cắt bỏ. Tuy nhiên, năm 2007, cô xuất hiện lần đầu trên màn ảnh rộng trong vai chính bộ phim How She Move của đạo diễn người Anh Ian Iqbal Rashid. Wesley đã thử vai Tara Thornton trong loạt phim True Blood năm 2007 của HBO và cô được tác giả Alan Ball chọn vì "cô là người đầu tiên cho thấy mặt dễ bị tổn thương của nhân vật Tara".
Tháng 1 năm 2015, Rutian Wesley vào vai Reba McClane trong phim truyền hình Hannibal. Wesley cũng đóng vai Liza Warner trong mùa thứ tư của phim truyền hình Arrow.
Năm 2016, Wesley được chọn làm nhân vật chính trong loạt phim truyền hình Queen Sugar do Ava DuVernay và Oprah Winfrey sản xuất.

## Đời tư
Năm 2005, Rutina Wesley kết hôn với người bạn học cũ Jacob Fishel, một nam diễn viên. Ngày 16 tháng 8 năm 2013, Wesley đệ đơn xin ly hôn chồng với lý do có những khác biệt không thể hòa giải.
Tháng 11 năm 2017, Wesley tuyên bố đính hôn với Shonda, một nữ đầu bếp người New Orleans.

## Danh sách phim

### Điện ảnh
| Năm  | Tên                     | Vai                 | Ghi chú |
| ---- | ----------------------- | ------------------- | ------- |
| 2007 | How She Move            | Raya Green          |         |
| 2012 | California Winter       | Marcy Sanchez       |         |
| 2013 | The Championship Rounds | Tina                |         |
| 2014 | 13 Sins                 | Shelby              |         |
| 2014 | Last Weekend            | Nora Finley-Perkins |         |
| 2015 | The Perfect Guy         | Alicia              |         |

### Truyền hình
| Năm        | Tên                        | Vai                    | Ghi chú |
| ---------- | -------------------------- | ---------------------- | ------- |
| 2008       | Numb3rs                    | Sarah / Jenny Calandro |         |
| 2008-2014  | True Blood                 | Tara Thornton          |         |
| 2009       | The Cleveland Show         |                        |         |
| 2010       | True Blood: Webisodes      | Tara Thornton          |         |
| 2010       | Generator Rex              |                        |         |
| 2011       | Generator Rex              |                        |         |
| 2011       | Bandwagon: The Series      |                        |         |
| 2011       | Top 100 Number Ones        |                        |         |
| 2012       | True Blood: Jessica's Blog | Tara Thornton          |         |
| 2012       | The Cleveland Show         |                        |         |
| 2015       | Hannibal                   | Reba McClane           |         |
| 2015       | Broad Squad                | Joanne                 |         |
| 2015, 2017 | Arrow                      | Liza Warner/Lady Cop   |         |
| 2016-2022  | Queen Sugar                | Nova Bordelon          |         |

## Giải thưởng và đề cử
| Năm  | Giải                       | Hạng mục                                | Phim được đề cử | Kết quả   |
| ---- | -------------------------- | --------------------------------------- | --------------- | --------- |
| 2009 | Scream Awards              | Nữ Diễn viên phụ xuất sắc               | True Blood      | Đề cử     |
| 2009 | Satellite Awards           | Dàn diễn viên truyền hình xuất sắc nhất | True Blood      | Đoạt giải |
| 2010 | Screen Actors Guild Awards | Trình diễn xuất sắc                     | True Blood      | Đề cử     |
| 2013 | NAACP Image Awards         | Nữ diễn viên phụ truyền hình xuất sắc   | True Blood      | Đề cử     |
| 2017 | NAACP Image Awards         | Nữ diễn viên truyền hình xuất sắc       | Queen Sugar     | Đề cử     |
| 2017 | Black Reel Awards          | Nữ diễn viên truyền hình xuất sắc       | Queen Sugar     | Đoạt giải |
| 2018 | NAACP Image Awards         | Nữ diễn viên truyền hình xuất sắc       | Queen Sugar     | Đề cử     |